# 杉本晃一
杉本 晃一（すぎもと こういち、1986年5月31日 - ）は、日本のラグビー指導者。現在明治大学ラグビー部のアシスタントコーチを務めている。

## プロフィール
- 大阪府出身。
- ポジションはロック(LO)、フランカー(FL)、ナンバーエイト(No8)。
- 身長 188cm、体重 105kg
- U19日本代表やU21日本代表やU23日本代表に選ばれたことがある。
- 共に兄弟の剛章（元三菱重工相模原）博昭（クボタ）もラグビー選手。

## 来歴
小学4年生からラグビーを始めた。
大阪市立東生野中学校（通称：トンナマ）ラグビー部出身。
2005年、大工大高校卒業後、明治大学に入学する。なお大工大高校時代には高校日本代表に選ばれ、第28回全国高校東西対抗試合の参加メンバーに選出された。
2008年、明治大学ラグビー部の主将に就任した。
2009年、明治大学卒業後、トヨタ自動車ヴェルブリッツ(現トヨタヴェルブリッツ)に加入。同年10月11日に行われたジャパンラグビートップリーグ第5節の福岡サニックスブルース戦に途中出場で公式戦初出場を果たした。
2018年、トヨタ自動車ヴェルブリッツを退団した。
2021年、中部電力ラグビー部ヘッドコーチに就任。1年間務めた。
2023年、明治大学ラグビー部のアシスタントコーチに就任。